# MLS SuperDraft 2002
De MLS SuperDraft 2002 werd gehouden in Kissimmee (Verenigde Staten) op 10 februari 2002. Het was de derde jaarlijkse Major League Soccer SuperDraft. Als eerste werd Chris Gbandi gekozen door Dallas Burn.

## Ronde 1
| Keuze | Speler          | Positie | MLS-team               | Vorig team                       |
| ----- | --------------- | ------- | ---------------------- | -------------------------------- |
| 1     | Chris Gbandi    | V       | Dallas Burn            | University of Connecticut        |
| 2     | Taylor Twellman | A       | New England Revolution | 1860 Munich                      |
| 3     | Brad Davis      | M       | MetroStars             | St. Louis University             |
| 4     | Justin Mapp     | M       | D.C. United            | Project-40                       |
| 5     | Kelly Gray      | M       | Chicago Fire           | University of Portland           |
| 6     | Luchi Gonzalez  | A       | San Jose Earthquakes   | Southern Methodist University    |
| 7     | Mansour Ndiaye  | M       | MetroStars             | University of Connecticut        |
| 8     | Kyle Martino    | M       | Columbus Crew          | University of Virginia           |
| 9     | Carl Bussey     | V       | Dallas Burn            | Southern Methodist University    |
| 10    | Billy Sleeth    | V       | Chicago Fire           | University of Washington         |
| 11    | Daouda Kanté    | V       | D.C. United            | Florida International University |
| 12    | Lee Morrison    | V       | Dallas Burn            | Stanford University              |

## Ronde 2
| Keuze | Speler          | Positie | MLS-team               | Vorig team                                  |
| ----- | --------------- | ------- | ---------------------- | ------------------------------------------- |
| 13    | Hemir Neibles   | M       | Los Angeles Galaxy     | Brooklyn Knights (PDL)                      |
| 14    | Shalrie Joseph  | M       | New England Revolution | St. John's University                       |
| 15    | Jordan Stone    | M       | Dallas Burn            | Project-40                                  |
| 16    | Danny Jackson   | V       | Colorado Rapids        | University of North Carolina at Chapel Hill |
| 17    | Craig Capano    | M       | Chicago Fire           | Project-40                                  |
| 18    | Matt Behncke    | V       | Dallas Burn            | Princeton University                        |
| 19    | Jeff Stewart    | V       | Colorado Rapids        | Santa Clara University                      |
| 20    | Jeff Matteo     | M       | Columbus Crew          | St. John's University                       |
| 21    | Ian Fuller      | A       | New England Revolution | Clemson University                          |
| 22    | Bryheem Hancock | DM      | Los Angeles Galaxy     | University of Connecticut                   |
| 23    | Jon Busch       | DM      | Columbus Crew          | Hershey Wildcats (A-League)                 |
| 24    | Mike McGinty    | DM      | D.C. United            | Richmond Kickers (A-League)                 |

## Ronde 3
| Keuze | Speler           | Positie | MLS-team             | Vorig team                          |
| ----- | ---------------- | ------- | -------------------- | ----------------------------------- |
| 25    | Gavin Glinton    | A       | Los Angeles Galaxy   | Bradley University                  |
| 26    | Steve Totten     | M       | Chicago Fire         | University of Virginia              |
| 27    | Alejandro Moreno | A       | Los Angeles Galaxy   | UNC-Greensboro                      |
| 28    | Bryn Ritchie     | V       | Colorado Rapids      | University of Washington            |
| 29    | Daniel Alvarez   | M       | Colorado Rapids      | Furman University                   |
| 30    | Sam Forko        | V       | MetroStars           | University of Connecticut           |
| 31    | Mohammed Fahim   | A       | D.C. United          | Southern Methodist University       |
| 32    | O'neil Peart     | A       | Kansas City Wizards  | Long Island Rough Riders (A-League) |
| 33    | Chris Roner      | M       | San Jose Earthquakes | University of California, Berkeley  |
| 34    | Matt Moses       | M       | Colorado Rapids      | Stanford University                 |
| 35    | John Barry Nusum | A       | Columbus Crew        | Furman University                   |
| 36    | Dipsy Selolwane  | A       | Chicago Fire         | St. Louis University                |

## Ronde 4
| Keuze | Speler           | Positie | MLS-team               | Vorig team                                  |
| ----- | ---------------- | ------- | ---------------------- | ------------------------------------------- |
| 37    | Chris Brunt      | V       | Kansas City Wizards    | Southwest Missouri State                    |
| 38    | Cory Gibbs       | V       | Los Angeles Galaxy     | Brown University                            |
| 39    | Kevin Sakuda     | V       | San Jose Earthquakes   | Duke University                             |
| 40    | Dennis Ludwig    | A       | D.C. United            | Rutgers University                          |
| 41    | Derek Potteiger  | M       | New England Revolution | Penn State                                  |
| 42    | Bob Brennan      | V       | D.C. United            | American University                         |
| 43    | Dominic DaPra    | A       | Kansas City Wizards    | University of Wisconsin-Madison             |
| 44    | Adauto Neto      | M       | Dallas Burn            | University of Mobile                        |
| 45    | Marshall Leonard | V       | New England Revolution | University of Virginia                      |
| 46    | Mike Nugent      | A       | Chicago Fire           | Princeton University                        |
| 47    | Chris Leitch     | V       | Columbus Crew          | University of North Carolina at Chapel Hill |
| 48    | Noah Delgado     | M       | Los Angeles Galaxy     | Fresno State                                |

## Ronde 5
| Keuze | Speler               | Positie | MLS-team               | Vorig team                   |
| ----- | -------------------- | ------- | ---------------------- | ---------------------------- |
| 49    | Erik Ozimek          | M       | San Jose Earthquakes   | Davidson College             |
| 50    | Davy Arnaud          | A       | Kansas City Wizards    | West Texas A&M University    |
| 51    | Christof Lindenmayer | A       | Columbus Crew          | Loyola College in Maryland   |
| 52    | Overgeslagen         |         | New England Revolution |                              |
| 53    | Overgeslagen         |         | D.C. United            |                              |
| 54    | Jeremy Piette        | M       | Dallas Burn            | West Texas A&M University    |
| 55    | Ricardo Villar       | M       | Dallas Burn            | Penn State                   |
| 56    | Mario Gomez          | M       | MetroStars             | North Jersey Imperials (PDL) |
| 57    | Brian Lavin          | V       | Kansas City Wizards    | Yale University              |
| 58    | Overgeslagen         |         | New England Revolution |                              |
| 59    | Lawrence Smalls      | M       | Los Angeles Galaxy     | UC Irvine                    |
| 60    | Aaron Biddle         | V       | San Jose Earthquakes   | Stanford University          |

## Ronde 6
| Keuze | Speler          | Positie | MLS-team               | Vorig team               |
| ----- | --------------- | ------- | ---------------------- | ------------------------ |
| 61    | Matt Harrell    | A       | Colorado Rapids        | University of Denver     |
| 62    | Overgeslagen    |         | New England Revolution |                          |
| 63    | Overgeslagen    |         | D.C. United            |                          |
| 64    | Dane Erickson   | ?       | Kansas City Wizards    | Davidson College         |
| 65    | Mark Spears     | DM      | Kansas City Wizards    | William Carey College    |
| 66    | Jeff Moore      | M       | MetroStars             | Richard Stockton College |
| 67    | Scott Leber     | V       | Columbus Crew          | Stanford University      |
| 68    | Leonard Krupnik | V       | MetroStars             | UC Berkeley              |
| 69    | Ishmael Mintah  | M       | Los Angeles Galaxy     | Bradley University       |
| 70    | Lars Lyssand    | M       | San Jose Earthquakes   | San José State           |